# Thereianthus spicatus
Thereianthus spicatus là một loài thực vật có hoa trong họ Diên vĩ. Loài này được (L.) G.J.Lewis miêu tả khoa học đầu tiên năm 1941.